# Pomoxis annularis
Cá Crappie trắng (Danh pháp khoa học: Pomoxis annularis) là một loài cá nước ngọt bản địa ở Bắc Mỹ và là một trong hai loài cá Crappie (chi Pomoxis) thuộc họ cá thái dương trong bộ cá vược chúng còn được gọi là cá rô bạc (Silver perch).

## Đặc điểm
Cá Crappies trắng có hình thái tương tự như những con cá Crappies đen. Chúng có 5-10 thanh dọc dọc theo cơ thể, chứ không phải là các điểm phân tán ngẫu nhiên như Crappie đen. Crappie trắng có màu bạc với màu xanh lá cây hoặc nâu dọc theo lưng, với các thanh ngang màu đen bên cạnh và bụng trắng. Vây lưng của Crappie trắng bắt hiên trên cơ thể hơn so với Crappie đen. Vây hậu môn có cùng kích thước với vây lưng. Crappie trắng có 6 gai vây lưng, trong khi crappie đen có 7-8 gai vây lưng.
Cá Crappies trắng cũng dài hơn đôi chút so với người những con cá cái Crapie đen. Chúng là loài cá có thân hình dẹt với thân hình phẳng, hoặc chiều sâu bằng 1/3 chiều dài của toàn thân cá. Crappie trắng hiếm khi vượt quá hai cân Anh, và sống khoảng 2-7 năm. Crappies trắng thường có chiều dài 9-10 inch. Chúng đẻ trứng vào tháng Năm và tháng Sáu, chúng đẻ từ 5.000 đến 30.000 trứng. Những con đực này bảo vệ những tổ này cho đến khi con cá con bơi đi.

## Phân bố
Crappies trắng có nguồn gốc ở Great Lakes, vịnh Hudson và các lưu vực sông Mississippi mở rộng từ New York và Nam Ontario về phía tây tới South Dakota và xuống phía nam tới tận Texas. Loài này có phạm vi địa lý lớn ở Hoa Kỳ và hiện đang có dân số ổn định. Hiện nay, loài này được liệt kê là ít quan tâm nhất đối với việc đòi hỏi các nỗ lực bảo tồn. Crappies trắng có thể tìm thấy trong những dòng sông, hồ chứa và hồ nước lớn. Crappie trắng thường gặp nhất ở các con sông và các khu vực có tốc độ thấp như hồ bơi và dòng chảy của sông. Crappie trắng có thể được tìm thấy vào buổi sáng và buổi tối, nhưng trong ngày, loài này sẽ được tìm thấy ở những vùng nước yên tĩnh cạn (6–12 feet) bao quanh bởi cấu trúc. 